# 디스 이즈 디 엔드
《디스 이즈 디 엔드》(영어: This Is the End)는 2013년 개봉된 미국의 종말물 코미디 공포 영화이다. 세스 로건과 에번 골드버그 콤비의 첫 공동 연출 작품이며, 로건을 비롯해 제임스 프랭코, 조나 힐, 제이 배러셸 등이 각자의 본명으로 출연한다.
2013년 6월 3일 리전시 빌리지 시어터에서 전 세계 최초로 상영되었으며, 6월 12일 소니 픽처스 릴리싱을 통해 개봉하였다. 개봉과 동시에 비평과 흥행 양면에서 성공을 거두었다.

## 줄거리
현대의 로스엔젤레스. 갑자기 하늘에서 푸른 빛이 내려와 사람들을 하늘로 끌고 간다. 집들이 중이던 제임스 프랭코의 집 뜰엔 땅꺼짐이 생겨 손님들을 집어삼키고, 눈에 보이지 않는 존재가 사람들의 목을 자르기 시작한다. 어쩌면 이는 요한계시록에 나온 종말 상황인지도 모른다.
주인공 무리와 같이 제임스의 집에 숨어있게 된 배우 에마 왓슨은 본인이 윤간 상황에 처하게 된 걸로 오해하여 도끼를 휘두르다가 거대한 남성기 오브제를 잘라낸다. 에마 왓슨이 집에서 나간 뒤 남은 이들은 음식 배분 문제 등 집단 생존에 관한 다양한 명제 하에 말다툼을 벌인다.
조나 힐은 붉은 눈의 악마에게 덮쳐져 귀신에 씌인다. 조나에게 구마를 실행하던 친구들 간에 싸움이 붙어 불이 켜진 초가 바닥을 구르면서 집에 불이 난다. 친구들을 집에서 탈출 시키기 위해 크레이그 로빈슨이 홀로 악마에 맞선다. 크레이그가 푸른 빛에 이끌려 천국으로 가는 걸 보고 나머지 일행은 이타적 행위가 구원의 핵심이라는 걸 깨닫는다. 제임스 역시 자기 희생 행위를 시도하는데, 빛에 휩싸이자마자 대니 맥브라이드를 모욕하는 바람에 빛이 사라지고 식인을 하는 무리에게 산 채로 뜯어먹힌다.
제이 배러셸과 세스 로건 앞에 사탄이 나타나 이들을 잡아먹으려 하자 제이는 세스에게 그간의 일을 사과한다. 푸른 빛이 나타나 제이만을 데려가려 하자 제이는 세스도 데려가기 위해 세스의 손을 잡는다. 이러다가 제이까지 천국에 못 들어갈까봐 세스는 억지로 제이가 자신을 놓게 하는데, 그 순간 세스에게도 빛이 쏟아진다.
제이, 세스는 천국에서 크레이그와 재회한다. 크레이그가 여기에선 무슨 소원이든 이뤄진다고 하자 제이는 백스트리트 보이스를 소환하고, 이들이 공연하는 가운데 모두가 함께 춤을 추며 영화가 끝난다.

## 출연
- 제임스 프랭코
- 조나 힐
- 세스 로건
- 제이 배러셸
- 대니 맥브라이드
- 크레이그 로빈슨
- 마이클 세라
- 에마 왓슨
- 민디 케일링
- 데이비드 크럼홀츠
- 크리스토퍼 민츠플라스
- 리애나
- 마틴 스타
- 폴 러드
- 채닝 테이텀
- 케빈 하트
- 아지즈 안사리
- 맷 월시
- 에번 골드버그
- 제이슨 시걸